# Ce n'est pas une chose sérieuse
Pour plus de détails, voir Fiche technique et Distribution.
Ce n'est pas une chose sérieuse (Ma non è una cosa seria) est une comédie romantique italienne  de téléphones blancs réalisée par Mario Camerini et sortie en 1936.
Vivien Diesca est le nom de la débutante Vivi Gioi. Diesca est l'anagramme de De Sica, auquel Gioi a voulu rendre hommage. Le film est adapté de la pièce de théâtre éponyme de 1918 de Luigi Pirandello, déjà filmée par Augusto Camerini (it) en 1921. Deux ans plus tard, en 1938, Camerini en réalise une autre version en allemand, L'Homme qui ne peut pas dire non (it).

## Synopsis
Le libertin Memmo Speranza épouse l'insignifiante propriétaire d'une petite pension de famille afin de rester libre dans ses aventures. Le lien se révélera finalement être une union durable et véritable.

## Fiche technique
- Titre italien original : Ma non è una cosa seria[1]
- Titre français : Ce n'est pas une chose sérieuse[2]
- Réalisateur : Mario Camerini
- Scénario : Ercole Patti, Mario Soldati, Mario Camerini d'après la pièce de théâtre homonyme de Luigi Pirandello
- Photographie : Massimo Terzano (it)
- Montage : Ignazio Ferronetti
- Musique : Gian Luca Tocchi
- Décors : Gastone Medin
- Production : Nino Ottavi, Federico Pressburger, Eugenio Knerschner
- Société de production : Colombo Film
- Pays de production :  Royaume d'Italie
- Langue originale : italien
- Format : Noir et blanc - 1,37:1 - Son mono - 35 mm
- Durée : 81 minutes
- Genre : Comédie romantique de téléphones blancs
- Dates de sortie :
  - Royaume d'Italie : avril 1936
  - France : 27 août 1937[2]

## Distribution
- Vittorio De Sica : Memmo Speranza
- Elisa Cegani : Gasparina
- Assia Noris : Loletta
- Vivi Gioi (sous le nom de « Vivien Diesca ») : Matilde Matilde
- Elsa De Giorgi : Elsa
- Ugo Ceseri : Barranco
- Giuseppe Pierozzi : un pensionnaire
- Antonio Centa
- Celeste Almieri
- Jole Capodaglio
- Guido Celano : citoyen de Torre Uliveta
- Giuliana Gianni
- Pio Campa

## Autres versions du même film
- 1921 : Ma non è una cosa seria (it) d'Augusto Camerini (it), un film italien avec Fernanda Negri Pouget, Romano Calò (it) et Ignazio Lupi.
- 1938 : L'Homme qui ne peut pas dire non (it) de Mario Camerini, un film allemand avec Karl Ludwig Diehl et Leo Slezak.